# Target Games
Target Games, med dotterbolagen Äventyrsspel och Casper, var ett svenskt spelföretag som gav ut i första  hand rollspel, men också konfliktspel, sällskapsspel, figurspel och tidskriften Sinkadus. Företaget ägde också butikskedjan Tradition till början av 1990-talet.
Bland rollspelen som företaget gav ut finns Drakar och Demoner, Chock och Mutant i olika utgåvor. Förutom rollspelen från Äventyrsspel gavs även vanliga sällskapsspel ut under varumärket Casper. Vid mitten av 1990-talet avvecklades alla varumärken förutom Target Games och spelen marknadsfördes därefter under detta varumärke.

## Företagshistoria

### Det första året
Target Games AB grundades 1980 av Fredrik Malmberg och nio kompanjoner, bland andra Johan Arve och Klas Berndal. De öppnade en liten butik i en källarlokal i Hjorthagen, Stockholm. Malmberg förklarar att ”hela planen var att importera spel vi ville ha, så att vi i nödfall kunde köpa dem själva om de inte sålde. Det var på den nivån. […] Ingen fick lön, allt gjordes på fritiden. Jag bodde i lokalen på helgerna och sov i en sovsäck på golvet.” Malmbergs arbete hos en speldistributör i Michigan gav honom tillgång till nya spel som sedan skickades till Hjorthagen för att säljas. I USA träffade Malmberg även spelutvecklarna bakom Chaosiums, Runequest som senare skulle utgöra grunden för Drakar och Demoner.

### Sveriges första rollspel
1981 köpte Target Games den lilla spelbutiken Tradition i Gamla Stan i Stockholm och skapade dotterbolaget Äventyrsspel, under vilket de gav ut sina rollspel. Klas Berndal designade företagets logotyp. 1982 släppte de Drakar och Demoner. Det blev då både Sveriges och företagets första rollspel. Spelet skapades i samarbete med Chaosium som arbetade på Basic Role-Playing – ett regelsystem framtaget för att kunna användas som grund för rollspel inom en rad moduler i olika genrer och miljöer. Ett av dessa tillägg var Magic World, som omarbetades och översattes till svenska av Äventyrsspel. Resultatet var Drakar och Demoner. Arbetet med att översätta och tillämpa produkten föll på Tomas Björklund och efter det lade Lars-Åke Thor till eget innehåll. Om valet av genre säger Lars-Åke Thor att: "[d]et var helt givet att vårt rollspel skulle ha fantasytema. Dels var det mest populärt, dels var det viktigt att möta Dungeons & Dragons och hindra dem från att ta sig in på den svenska marknaden." I och med Drakar och Demoners "svarta låda" från 1985 lanserade företaget begreppet "rollperson". Det var framtaget av Åke Eldberg som ett alternativ till engelskans "character".

### Rollspel etableras i Sverige
Eftersom det inte fanns några svenska rollspel innan Drakar och Demoner, och intresset för utländska rollspel var relativt svalt så behövde Target Games både skapa, sälja och förklara spelen för sin svenska publik, som oftast inte var bekanta med rollspel sedan innan. Trots dessa utmaningar lyckades företaget etablera rollspelen som en spelform. "Hobbyn låg rätt i tiden och hade inga konkurrenter", förklarar Anders Blixt. "Datorspel fanns knappt, samlarkortspel var inte påtänkta och figurspel bestod av hemgjutna karoliner utan vettiga regler. Alla nördar fick plötsligt sin nischade hobby."
1983 köpte Malmberg, Thor, Arve och Berndal ut de övriga delägarna ur företaget och tidningen Sinkadus skapades. Sinkadus började som en svartvit tidning i A5-format där Target Games gjorde inslag om sina världar, äventyr, produkter och regler. Det fanns även en brevsida där läsare kunde skicka in frågor eller föra diskussioner. Efter ett tag ändrades formatet och tidningen började tryckas i färg, och under 90-talet ändrades det ytterligare för att bli en vikt plansch i A2-format. Tidningen lades ner 1994.
Target Games butik och förlagsverksamhet flyttade runt en del. Tradition flyttade först till Östermalm 1983 och sedan till Humlegården 1986, medan förlagsverksamheten förlades till Frihamnen 1985 och sedan Åsögatan på Södermalm 1988. Året efter gavs företagets första familjespel ut under varumärket Casper.

### Rekonstruktionen
Target Games rekonstruerades 1999 men innan dess hann man ge ut ett flertal datorspel, bland annat Drakar och Demoner, Svea Rike och Havets Vargar. Rättigheterna till Targets produkter överfördes till dotterbolaget Target Interactive som bytte namn till Paradox Entertainment (med bl.a. några av Targets grundare). Paradox licensierar i sin tur ut rättigheterna till de olika varumärkena till bl.a. Järnringen (Mutant), Fria Ligan (Mutant), Kult (Helmgast) och Chronopia (div. företag i USA). Paradox har sedermera köpt hela den litterära portföljen skapad av Robert E. Howard (Conan, Kull, Solomon Kane m fl).

## Utgivna produkter

### Rollspel
- Drakar och Demoner[6] (1982-1994)
- Mutant[3] (1984-1997)
- Chock[3] (1985)
- Sagan om Ringen - rollspelet[4] (1986)
- Stjärnornas Krig - Rollspelet[4] (1988)
- Kult[4] (1991-1994)

### Brädspel (sällskapsspel)

#### avÄventyrsspel
- Combat Cars
- Drakskatten
- Rymdimperiet
- Gangster
- Talisman (första utgåvan)
- Lützen
- Okänd planet
- Monstret som slukade Stockholm
- Napoleon (sällskapsspel)

#### under varumärketCasper
- Rappakalja
- Talisman (andra utgåvan)
- Teenage Mutant Hero Turtles (kvartettspel)
- Piano Piano (spel)
- Sherlock Holmes (spel)

### Soloäventyr
- Ensamma Vargen
- Äventyr i Midgård
- Äventyr i det okända
- Historiska Soloäventyr
- Falken serien
- Tigerns väg

### Böcker
- Drakar & Demonerserien